# Boumahra Ahmed
Boumahra Ahmed (em árabe: بومهرة أحمد) é uma cidade e comuna localizada na província de Guelma, Argélia. Segundo o censo de 2008, a população total da cidade era de 17 834 habitantes.